# 袁鳳鳴
袁鳳鳴（1502年—？），字子時，湖廣辰州衛軍籍直隸盱眙縣人，明朝政治人物。

## 生平
湖廣鄉試第四十名舉人。嘉靖十七年（1538年）中式戊戌科會試第一百四十四名，登第三甲第一百二十三名進士。授知县，二十二年十二月选授江西道試監察御史，二十四年巡按保定，二十六年巡按四川。

## 家族
曾祖袁敬，百戶；祖父袁禮；父袁經，母顏氏。永感下。弟袁鳳儀。